# Epiphänomen
Als Epiphänomen bezeichnet man eine Entität, die zwar kausal verursacht wurde, aber selbst keine (signifikante) kausale Wirkung hat. Es gibt zwei Verwendungsweisen des Begriffs:
- In einem schwachen Sinne werden alle Zustände eines Systems als Epiphänomene bezeichnet, die keine signifikante Wirkung auf das System haben. In diesem Sinne ist z. B. der Rauch einer Dampflokomotive ein Epiphänomen, wenn er als nicht bedeutsam angesehen wird: Der Rauch hat kausale Wirkungen, diese werden aber im Beispiel für das System der Dampflokomotive als unbedeutend angesehen.
- In einem starken Sinne sind Zustände genau dann Epiphänomene, wenn sie keinerlei kausale Wirkungen haben.

## Bewusstsein als Epiphänomen

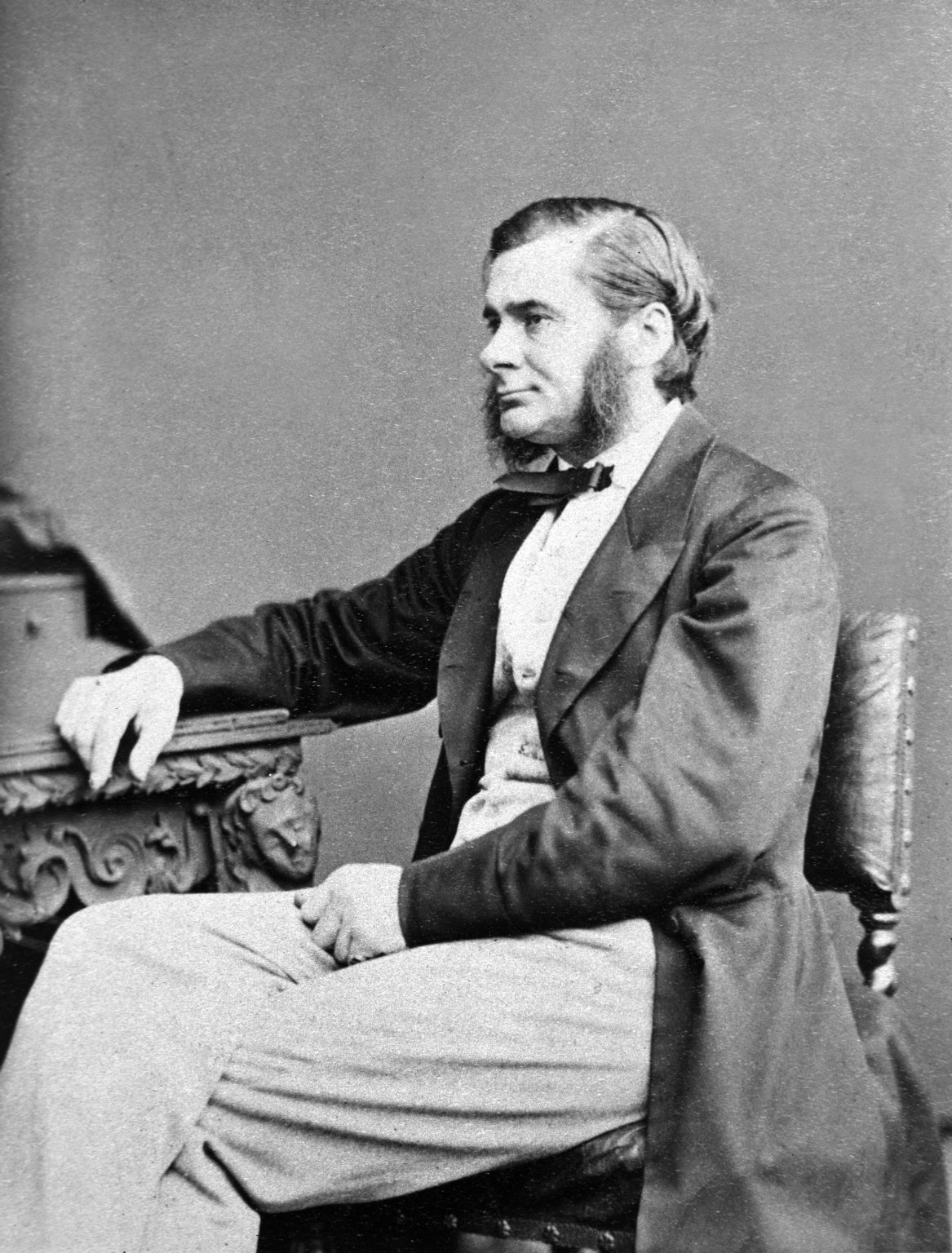
Thomas Henry Huxley

Der Begriff des Epiphänomens spielt in der Philosophie des Geistes eine Rolle, wenn das Bewusstsein als Epiphänomen angesehen wird, in diesem Sinne als emergente „Begleiterscheinung“ komplexer neuronaler Prozesse. Der philosophische Epiphänomenalismus (EP) wurde bereits von Charles Bonnet vertreten. Später wurde er als Automatismus insbesondere durch Thomas Henry Huxley populär gemacht. Epiphänomen als philosophischer Fachbegriff wird auf William James zurückgeführt. Der Epiphänomenalismus kann als eine spezielle Form des Dualismus verstanden werden, der die Probleme des interaktionistischen Dualismus in der Tradition Descartes’ vermeidet, indem er mentalen Eindrücken kausale Wirksamkeit als eigene Ursache abspricht.
Descartes war von einer bidirektionalen Interaktion zwischen dem Materiellen einerseits und den nicht physischen, mentalen Zuständen andererseits ausgegangen. Gegen eine solche dualistische Konzeption wurde unter anderem eingewandt, dass es für jede Handlung bereits eine hinreichende physische Ursache gebe, eine Verursachung durch immaterielle Entitäten folglich überflüssig sei (Überdeterminierung).
Ein genereller Epiphänomenalismus wurde in der Philosophie nur selten explizit vertreten. Verfechter des Modells wenden ein, dass der Grund hierfür allerdings weniger in der argumentativen Überlegenheit alternativer Theorien des Geistes zu suchen sei, als vielmehr darin, dass die Konsequenzen des EP dem kulturell gewonnenen Menschenbild in wesentlichen Punkten zuwiderlaufe. Allerdings wurde des Öfteren behauptet, dass bestimmte Eigenschaften des Bewusstseins (insbesondere die Qualia) tatsächlich epiphänomenal seien.
Außerdem kann gegen manch andere Konzepte der Philosophie des Geistes – wie etwa Donald Davidsons anomalen Monismus – eingewendet werden, dass diese zwar versuchen ein alternatives, schlüssiges Konzept aufzustellen, diese Konstrukte aber bei genauerer Prüfung ebenfalls auf einen Epiphänomenalismus hinausliefen, ein insbesondere von Jaegwon Kim maßgeblich herausgestelltes Dilemma.

### Einwände und Entgegnungen

Verursachung im Epiphänomenalismus: Die Pfeile symbolisieren Verursachung

Gegen den Epiphänomenalismus (EP) sind unter anderem die folgenden Einwände vorgebracht worden:
- Die Behauptung, Bewusstseinsphänomene hätten keine kausale Wirkungen, ist kontraintuitiv. Im Alltag gehen wir ganz selbstverständlich davon aus, dass beispielsweise die unangenehme subjektive Empfindung eines Schmerzereignisses die Ursache dafür sein kann, dass jemand stöhnt. Genauso wie liebevolle Gefühle einen Menschen dazu bewegen können, jemandem einen Kuss zu geben. Dem Epiphänomenalismus zufolge würden wir uns darin insofern irren, als die physischen Ereignisse, die das Schmerzerlebnis verursachen, die eigentliche Ursache für das Stöhnen sind und nicht die unangenehme mentale Empfindung des Schmerzes. Das Argument, dass der Epiphänomenalismus kontraintuitiv sei, ist für sich genommen grundsätzlich nichtsaussagend, da aus Kontraintuitivität keineswegs Falschheit folgt. Beispiele hierfür sind etwa der blinde Fleck im Gesichtsfeld oder falsche Erinnerungen.

- Des Weiteren wird gegen den Epiphänomenalismus vorgebracht, dass im EP nicht nachvollziehbar wäre, dass wir überhaupt etwas von der Existenz unserer Bewusstseinsphänomene wissen bzw. diese erinnern und, dass wir unsere individuellen Empfindungen und Gefühle auch mitteilen können, wenn sie sich in keiner Weise in unserem Verhalten niederschlagen würden (Lit.: Bieri, 1992). Diese Kritik des EP favorisiert ein Erklärungsmodell des Geistes, nach dem mentale Phänomene, etwa ein Schmerz während eines Zahnarztbesuchs, M1 (vgl. Grafik) die kausale Ursache für die Erinnerung an diesen bestimmten Schmerz M2 ist. Es ist demnach mentalen Phänomenen möglich, die kausale Ursache für ein weiteres mentales Phänomen zu sein (M1→M2). Allerdings – selbst wenn man eine solche kausale Verursachung des Mentalen annimmt, obwohl die Funktionsweise von kausaler mentaler Verursachung nicht schlüssig erklärt werden kann – ist kaum einzusehen, warum dieses Modell, in dieser Hinsicht einer Erklärung durch den EP überlegen sein sollte. Im Sinne des EP entsteht beim Schmerz während des Zahnarztbesuchs das physische Ereignis P1 mit dessen mentalem Epiphänomen M1. Zu einem späteren Zeitpunkt ist ebendieses physische Ereignis P1 die kausale Ursache für die neuronale Basis der Erinnerung P2 mit dessen mentalem Epiphänomen – der tatsächlichen Erinnerung – M2 ( [P1+M1] → [P2+M2] ).

- Wenn unsere mentalen Phänomene kausal keine Rolle spielen, stellt sich die Frage, warum die Evolution diese Phänomene überhaupt hervorgebracht hat. Grundsätzlich handelt es sich dabei, ebenso wie bei dem Einwand der Kontraintuitivität, nicht um ein Argument, das direkt die interne Stimmigkeit des EP angreift, sondern um eines, das fragt, wie der EP mit anderen Überzeugungen oder Theorien in Einklang zu bringen ist. Die Evolution neigt dazu, Merkmale auszusondern, die im Reproduktionswettstreit von Nachteil sind. Eine Eigenschaft, die insofern neutral ist oder einen Nachteil bewirkt, der aber für die Reproduktion nicht relevant ist, bleibt von der Auslese eher unangetastet. Zudem ist es gut denkbar, dass unser hochentwickeltes Gehirn, das einen entscheidenden evolutionären Vorteil bietet, sozusagen als irrelevanten, aber systemisch zwangsläufigen Nebeneffekt zu epiphänomenalem Bewusstsein führt.[6]

## Epiphänomen in der Politikwissenschaft
Auch in der politikwissenschaftlichen Teildisziplin der Internationalen Beziehungen taucht der Begriff des Epiphänomens auf. So gibt es einen Streit zwischen Realisten und Liberalisten um den Einfluss von nationalstaatlichen sowie supranationalen Institutionen auf das staatliche Handeln.
Realisten bezeichnen dabei Institutionen als Epiphänomene, die keinen Einfluss auf staatliches Handeln haben. Der Staat handelt immer nur nach Aspekten der Machtsicherung und -erweiterung.
Liberalisten hingegen lehnen diese Sicht von Institutionen als Epiphänomenen ab. Sie gehen davon aus, dass internationale Organisationen sogar geschaffen werden müssen, um nationalstaatliche Probleme zu lösen. Die Wirkung internationaler Systeme besteht in eben genau dieser Fähigkeit. Außerdem ist es möglich, durch supranationale Systeme Konflikte zu lösen und Frieden unabhängig von machtpolitischen Aspekten zu sichern.